# أماديوس (فلم)
أماديوس (بالإنجليزية: Amadeus)، هو فيلم موسيقي من إنتاج عام 1984 من إخراج ميلوش فورمان. والقصة مبنية على رواية الكاتب بيتر شافر والتي تحكي قصة حياة فولفغانغ أماديوس موتسارت وأنتونيو سياليري، الموسيقاران اللذان عاشا في فيينا، النمسا خلال النصف الأخير من القرن الثامن عشر.
و قد ترشح الفيلم لثلاثة وخمسين جائزة، فاز بأربعين منها وتشمل 8 جوائز أوسكار و4 جوائز غولدن غلوب. وفي عام 1984، قيم معهد الفيلم الأمريكي فيلم أماديوس بالمركز (53) من أفضل مائة فيلم في تاريخ السينما.

## طاقم التمثيل
- ف. موراي أبراهام في دور أنتونيو سياليري.
- توم هيلوك في دور فولفغانغ أماديوس موتسارت
- جيفري جونز في دور جوزيف الثاني

## وصلات خارجية
- مقالات تستعمل روابط فنية بلا صلة مع ويكي بيانات
- أماديوس على موقع أول موفي.
- تحليل أماديوس - المسرحية والفيلم
- أماديوس القصة.

| سبقه شروط إظهار العاطفة | أوسكار - أفضل فيلم 1984 | تبعه الخروج من أفريقيا |